# Ocrepeira steineri
Ocrepeira steineri är en spindelart som beskrevs av Claude Lévi 1993. Ocrepeira steineri ingår i släktet Ocrepeira och familjen hjulspindlar.
Artens utbredningsområde är Venezuela. Inga underarter finns listade i Catalogue of Life.